# Sobemovirus
Genre
Sobemovirus est un genre de phytovirus de la famille des Solemoviridae, qui comprend 19 espèces acceptées par l'ICTV. Ce sont des virus à ARN linéaire à simple brin de polarité positive, rattachés au  groupe IV de la classification Baltimore. Les virus appartenant à ce genre infectent exclusivement les plantes.

## Étymologie
Le nom générique Sobemovirus est une combinaison forgée à partir du nom de l'espèce-type, Southern bean mosaic virus.  

## Caractéristiques

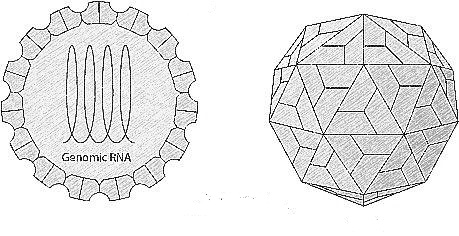
Schéma du virion.

Les virions sont des particules quasi sphériques, d'environ 25 à 30 nm de diamètre à symétrie icosaédrique (T=3). La capside est constituée d'une seule couche de 180 sous-unités de protéines CP d'environ 26–31 kDa.

## Liste des espèces
Selon NCBI (12 janvier 2021) :
- Artemisia virus A
- Blueberry shoestring virus
- Cocksfoot mottle virus
- Cymbidium chlorotic mosaic virus
- Imperata yellow mottle virus
- Lucerne transient streak virus
- Papaya lethal yellowing virus
- Rice yellow mottle virus (virus de la panachure jaune du riz)
- Rottboellia yellow mottle virus
- Ryegrass mottle virus
- Sesbania mosaic virus
- Solanum nodiflorum mottle virus
- Southern bean mosaic virus (espèce-type)
- Southern cowpea mosaic virus
- Sowbane mosaic virus (virus de la mosaïque du chénopode)
- Soybean yellow common mosaic virus
- Subterranean clover mottle virus
- Turnip rosette virus
- Velvet tobacco mottle virus